# أكيهيكو كويكي
أكيهيكو كويكي (باليابانية: 小池昭彦) هو منافس ألعاب قوى ياباني، ولد في 10 أبريل 1973 في ناغانو في اليابان.

## وصلات خارجية
- أكيهيكو كويكي على موقع الاتحاد الدولي لألعاب القوى (الإنجليزية)
- أكيهيكو كويكي على موقع أوليمبيديا (الإنجليزية)